# Mega Man 4
Ne doit pas être confondu avec Mega Man IV.
Mega Man 4 (Rockman 4: Aratanaru Yabō!! (ロックマン 4 新たなる野望!!) au Japon) est un jeu d'action-plates-formes développé et édité par Capcom sur NES en 1991, puis porté sur Console virtuelle (Wii, Wii U, Nintendo 3DS), et téléphone mobile (J2ME, iOS). C'est le quatrième jeu de la série principale de Mega Man,,,,.

## Trame
Mega Man a vaincu le professeur Wily et a ramené la paix dans le monde. Mais un jour, un nouvel ennemi entre en scène : le professeur Cossack. Jaloux du succès du professeur Light, le professeur Cossack envoie huit puissants Robot Masters de sa création défier Mega Man.
Mais alors que Mega Man sort victorieux de son combat contre le professeur Cossack, Kalinka, la fille de celui-ci, le supplie de l'épargner en insistant sur la bonne foi de son père. Il s'avère qu'en fait le docteur Wily a fait pression sur le professeur Cossack pour qu'il travaille à ses côtés, retenant sa fille en otage avec Proto Man en guise de geôlier pour sa prisonnière.

## Système de jeu

### Généralités
Mega Man 4 est un jeu d'action-plates-formes, reprenant la formule classique de la série formule Mega Man. Le joueur peut choisir un niveau parmi les huit proposés au départ. À la fin des niveaux se trouvent les habituels boss de fin de niveau que Mega Man doit vaincre afin de récupérer les pouvoirs, mais aussi pour activer de nouvelles aptitudes pour Rush (battre Drill Man pour le Rush Jet, et Toad Man pour le Rush Marine).
Une fois les huit Robot Masters vaincus, le joueur a accès à la forteresse du professeur Cossack, qui se divise en quatre niveaux. Seulement, une fois le professeur Cossack battu, le jeu continue. Dans un revirement scénaristique, Mega Man découvre que le chercheur soviétique n'est finalement qu'un pion, travaillant à contrecœur pour le docteur Willy. Le joueur doit donc traverser quatre niveaux supplémentaires pour aller en finir avec le véritable antagoniste.
Au total, le jeu compte donc 16 niveaux.

### Nouveautés
L'apport notable de Mega Man 4 est le Mega Buster. Cette amélioration permet à Mega Man de charger son tir pour lancer une salve plus puissante.
Outre le Mega Buster, Mega Man peut trouver deux nouvelles options au cours du jeu. Le grappin (Wire) permet à Mega Man de s'agripper au plafond et atteindre des plateformes en hauteur. Le ballon (Balloon) n'est pas vraiment une nouveauté, puisqu'il s'agit en fait du premier item de Mega Man 2. Mega Man peut créer des plateformes volantes temporaires.
Mega Man 4 conserve malgré tout toutes les options de Rush, le chien-robot de Mega Man apparu dans Mega Man 3, ainsi que la glissade.
Enfin, un petit robot, Flip-Top (Eddie, selon les versions), est envoyé par le professeur Light dans des endroits précis du jeu pour fournir à Mega Man des objets en tous genre. Selon le hasard, ce robot de soutien peut ainsi vous donner aussi bien des vies supplémentaires que des capsules d'énergie.